# Жирослав (галицький боярин)
Жирослав — галицький боярин, голова опозиції проти князя Мстислава Мстиславича Удатного.

## Опозиціонер
Вперше згадується в 1219 році, вже в цей час Жирослав займається інтригами, у результаті яких з Галича виганяють князя Мстислава. Наступного разу він діє в 1226 році, коли підмовляє галицьких бояр не вірити князю Мстиславу. Жирослав запевняв їх, що князь хоче їх зрадити половецькому хану Котяну на побиття. В результаті наговору Жирослава на Мстислава галицькі бояри виїхали у Перемишльську землю. Слідом за ними князь Мстислав посилає свого духівника Тимофія, щоб умовити їх повернутися. Бояри повірили Тимофію і повернулися назад в Галич, а Жирослава виганяють. Після того, як його вигнали, Жирослав йде до князя Ізяслава. Востаннє літопис повідомляє про 1226 рік, що Жирослав разом з князем Ізяславом йдуть в Угорщину.

## Характеристика літописця
Літописець несхвально ставився до Жирослава, будучи прихильником князя Мстислава. В одному місці він кляне Жирослава на чому світ стоїть, наводячи слова з Біблії. В іншому місці літописець характеризує Жирослава як лукавого підлесника і брехуна.